# Exochus latiareolus
Exochus latiareolus là một loài tò vò trong họ Ichneumonidae.